# Grande Prémio Internacional Paredes Rota dos Móveis
O Grande Prémio Internacional Paredes Rota dos Móveis é uma competição de ciclismo disputada anualmente em no norte de Portugal desde 2006, integrada no UCI Europe Tour na categoria 2.1.
Esta prova é composta por quatro etapas. Partindo habitualmente da Galiza, em Espanha, de cidades como Santiago de Compostela ou Vigo, e a partir da segunda etapa corre-se em território português, passando habitualmente por Paredes e pelo Porto.

## Palmarés
| Ano  | Vencedor                | Segundo                      | Terceiro                       |
| ---- | ----------------------- | ---------------------------- | ------------------------------ |
| 2006 | Portugal, Pedro Cardoso | Portugal, Tiago Machado      | Portugal, Sérgio Miguel Vieira |
| 2007 | Espanha, David Blanco   | Espanha, Igor Antón          | Portugal, Bruno Pires          |
| 2008 | Portugal, Pedro Cardoso | Espanha, Constantino Zaballa | Espanha, Ángel Vicioso         |

## Palmarés por país
- Portugal, 2
- Espanha, 1